# 바나나 케첩

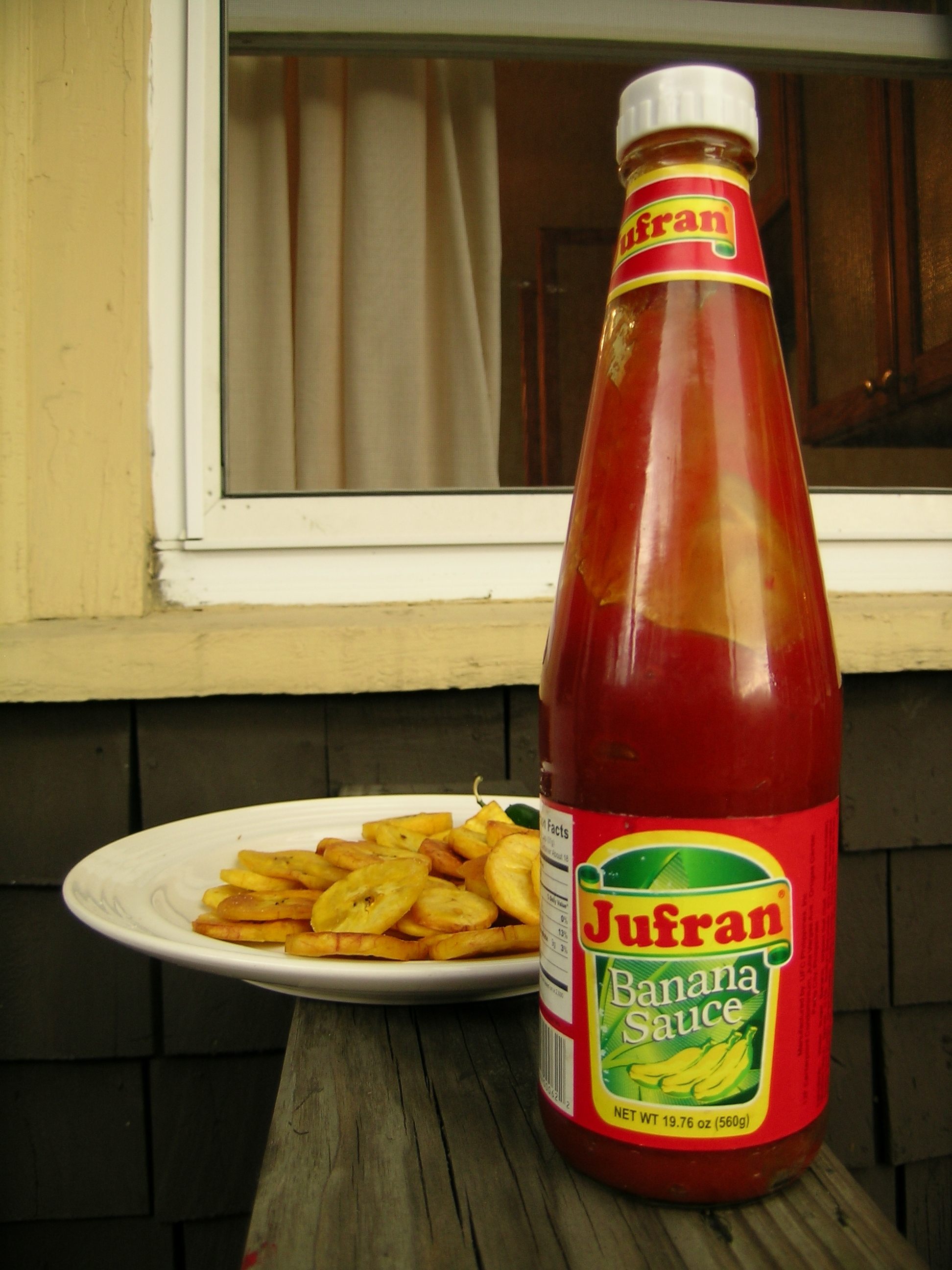
"Jufran Banana Sauce". 필리핀 파시그에서 만든 바나나 케첩 브랜드. 플랜틴 토스토네스가 담긴 접시와 함께.

바나나 케첩 또는 바나나 소스는 으깬 바나나, 설탕, 식초 및 향신료로 만든 필리핀의 과일 케첩이다. 주로 갈색 빛의 노란색이지만, 토마토 케첩과 비슷하게 붉은 색으로 염색되기도 한다. 바나나 케첩은 제2차 세계 대전 중 토마토의 부족에 비해 바나나의 생산량이 많아 필리핀에서 처음 생산되었다.

## 맛과 사용
필리핀 가정에서, 바나나 케첩은 오믈렛 (토르타), 핫도그, 햄버거, 감자 튀김, 생선, 숯불 구이 돼지고기 바비큐, 닭 꼬치, 프라이드 치킨 등 여러 가지 요리에 사용된다.
미국, 스페인, 캐나다, 영국, 사우디 아라비아, 쿠웨이트, 홍콩, 프랑스, 스위스, 호주, 뉴질랜드, 아랍 에미리트 등 필리핀 인구가 많은 국가 및 지역으로 수출된다.

## 역사
필리핀 식품 기술자 Maria Y. Orosa (1893–1945)는 바나나 케첩 레시피를 발명한 것으로 유명하다.
1942년, 바나나 케첩의 상업적 대량 생산이, Magdalo V. Francisco, Sr. 이 특허국에 등록한 상표명 Mafran(그의 이름의 혼성어)에 의해 이루어졌다. Francisco는 자신의 사업을 확장하기 위해 Tirso T. Reyes에서 자금을 구하였고, 이에 UFC가 1960년 형성되었다.

## 같이 보기
- 바나나 요리 일람
- 조미료 목록
- 소스 목록
- 버섯 케첩